# Monumento ai martiri della rivoluzione fascista
Il monumento ai martiri della rivoluzione fascista, detto anche sepolcreto fascista, si trova nel campo Chiostro VI del cimitero monumentale della Certosa di Bologna, accanto a Monumento ossario ai caduti della Grande Guerra.

## Descrizione
Il sepolcreto fu costruito grazie a una sottoscrizione pubblica alla quale parteciparono le personalità più in vista del fascismo bolognese, da Grandi a Federzoni. 
In granito di Siena, venne edificato nel chiostro VI della Certosa su progetto dell'architetto Giulio Ulisse Arata, che si avvalse della collaborazione dello scultore Ercole Drei per i rilievi, in particolare le allegorie della Forza e della Gloria.
Il monumento venne inaugurato il 28 ottobre 1932, in occasione del decennale della marcia su Roma e si tenne la solenne cerimonia di traslazione nel nuovo sacrario della Certosa delle salme dei 53 caduti per la causa della rivoluzione fascista.
In occasione della sua visita a Bologna nel 1936, Mussolini visitò anche il sepolcreto.
Si presenta come un vasto ipogeo sovrastato dall'Ara dei caduti. All'ingresso del monumento è murata la scritta "Caduti per il fascismo Bologna memore qui li raccoglie e li onora in eterno".

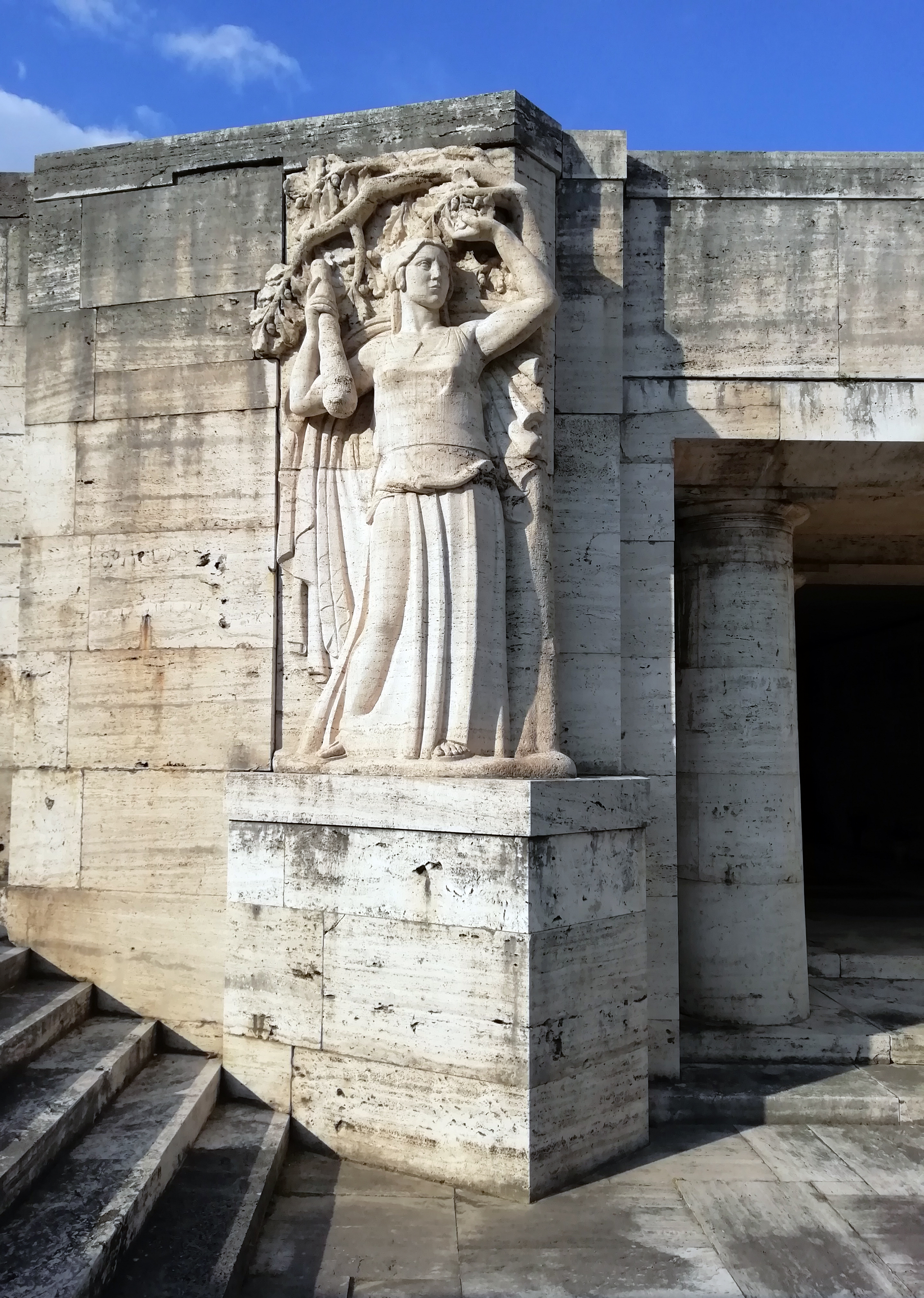
La Forza
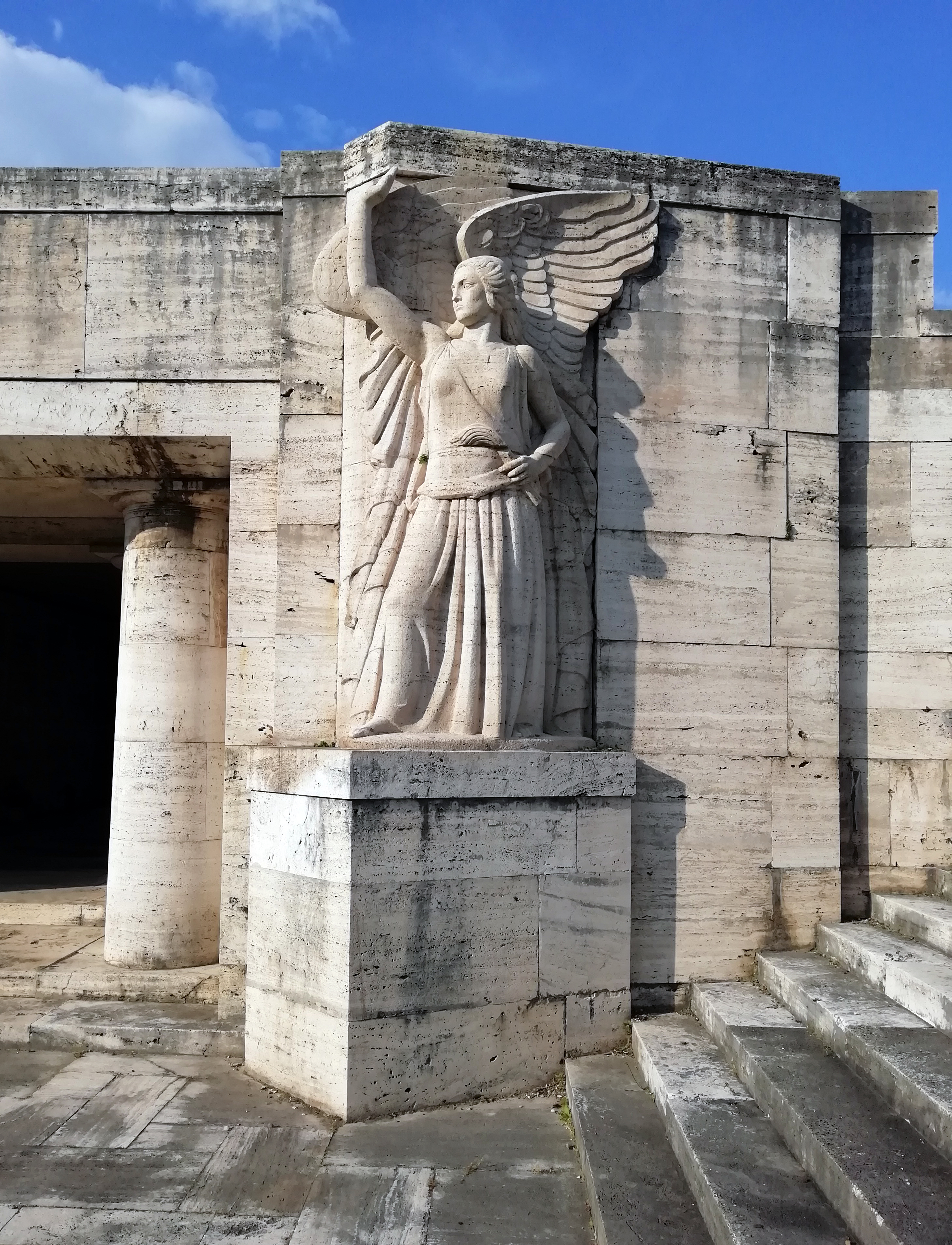
La Gloria